# Shehab El-Din Ahmed
Shehab El-Din Ahmed (tiếng Ả Rập: شهاب الدين أحمد) (sinh ngày 22 tháng 8 năm 1990) là một cầu thủ bóng đá người Ai Cập thi đấu ở vị trí tiền vệ cho El-Gaish. Anh có màn ra mắt cùng với Al-Ahly trong trận đấu tại Giải ngoại hạng vào ngày 20 tháng 5 năm 2009 trước Tersana. Anh ghi 3 bàn thắng và một bàn thắng nổi tiếng vào lưới Ettihad Libya ở tứ kết giải vô địch năm 2010 từ một pha sút xa.